# Sebastian Luz

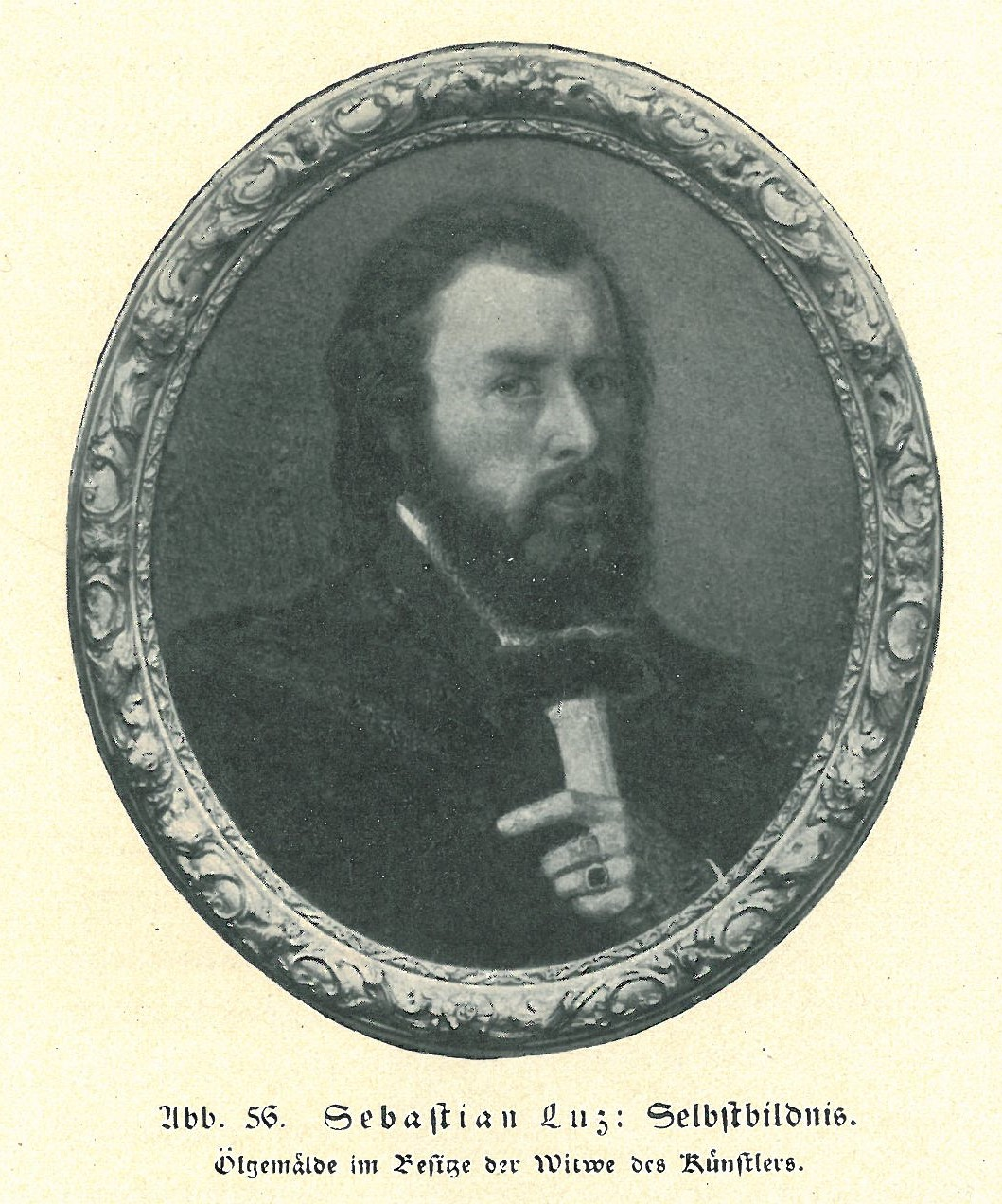
Selbstporträt Sebastian Luz’ im Alter von etwa 30 Jahren, um 1865/70

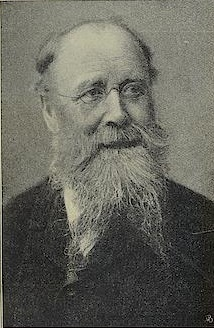
Sebastian Luz: Porträtfoto von Conrad Ruf

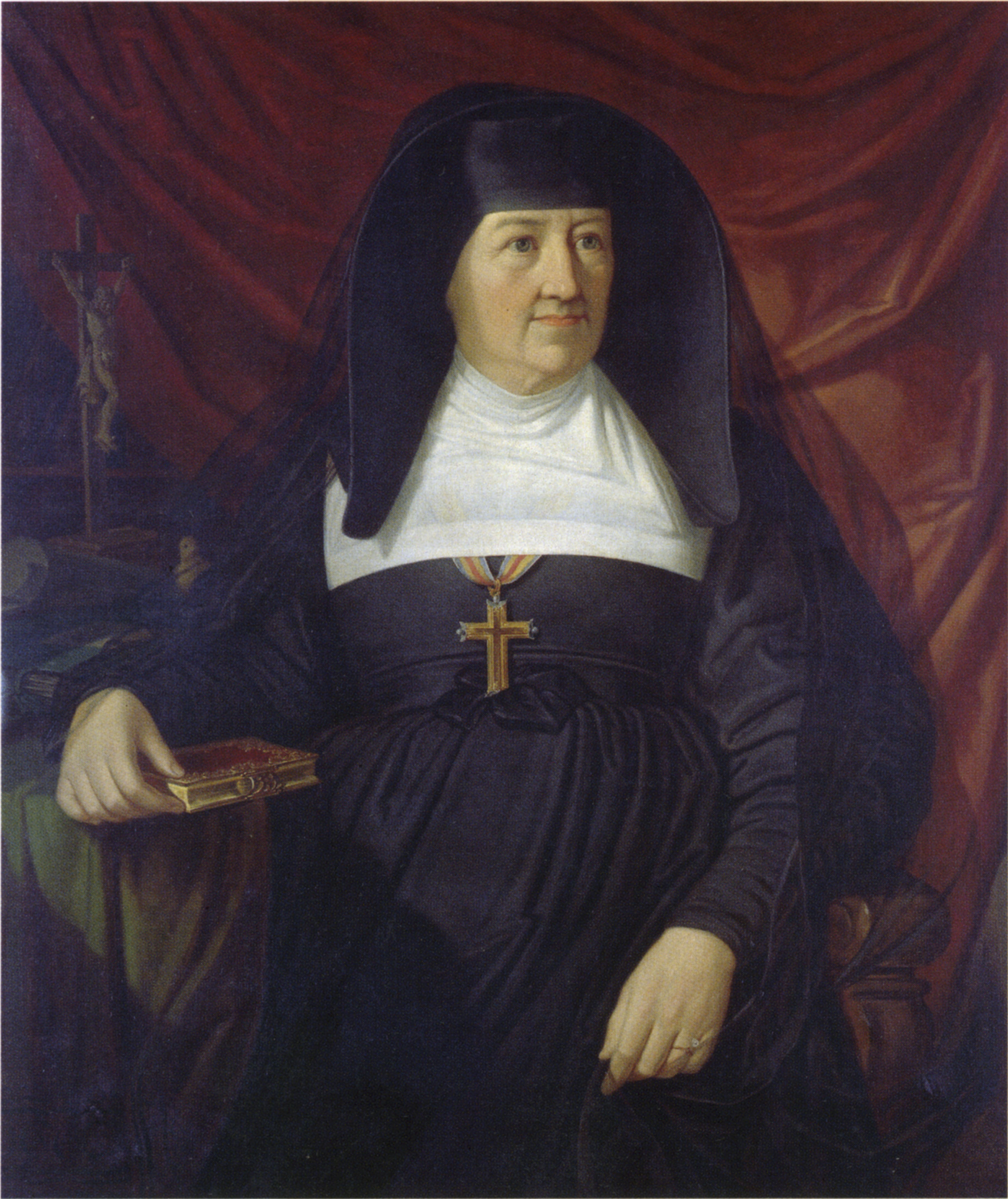
Sebastian Luz: Porträt der Karoline Kasper (1750–1860), Öl 1855–60

Sebastian Luz (* 7. März 1836 in Schelklingen; † 2. Mai 1898 in Freiburg im Breisgau) war ein deutscher Maler. Er malte religiöse Themen, Historien-, Porträt- sowie Landschaftsbilder.

## Leben
Sebastian Luz wurde als Sohn des Schusters Konrad Luz aus Schelklingen (1803–1899) und seiner Ehefrau Barbara Luz geborene Werner (1805–1871) aus Obermarchtal in Schelklingen in der Färbergasse 8 geboren. Das elterliche Wohnhaus war ein Doppelhaus und in zwei Teile geteilt. Die Familie Luz bewohnte den südlichen Teil (Färbergasse 8) von mindestens 1831 bis 1919.
Luz war das dritte von insgesamt neun Kindern, von welchen fünf das Erwachsenenalter erreichten.
Sebastian Luz wurde über seine Tante Marie Luz, die Haushälterin des Freiburger Theologieprofessors und Domkapitulars Johann Baptist von Hirscher, in dessen Haushalt aufgenommen und von ihm gefördert. Hirscher ermöglichte ihm den Gymnasialbesuch in Freiburg. Er wurde auf die zeichnerische Begabung des Knaben aufmerksam und übergab ihn nach beendeter Gymnasialzeit dem befreundeten Hofmaler Wilhelm Dürr zur Ausbildung.
Luz wurde 1857 (21jährig) zum Militär ausgehoben, bat aber um Befreiung vom Militärdienst oder wenigstens Verwilligung einer einjährigen Dienstzeit, da er neben anderen Nachteilen vornehmlich aus seiner Bildung herausgenommen würde. Zur Beförderung seines Gesuchs wird ihm noch stadträtlich bezeugt, dass er ein gutes Prädikat und keine Strafen erhalten habe. Am 3. Mai 1857 befand er sich tatsächlich beim Militär, als sein Vater Konrad Luz, Gemeinderat und Stiftungspfleger, für ihn um Urlaub ins Ausland bittet.
Spätestens 1859 (23-jährig) übersiedelte Luz an die Stuttgarter Kunstakademie und wurde Schüler von Bernhard von Neher.
Am Aschermittwoch 1865 (29-jährig) begann Luz seine Studienreise nach Italien. Er besuchte Rom und die Gegend um Neapel, bestieg auch den Vesuv, wie Skizzen, Gemälde und Briefe von ihm belegen. Ob er noch vor dem am 4. September 1865 erfolgten Tod seines Förderers Johann Baptist von Hirscher nach Freiburg zurückkehrte, ist nicht bekannt.
Nach seiner Rückkehr aus Italien ließ er sich Mitte 1866 erneut in Freiburg nieder. Dort heiratete er 1866 (Heiratserlaubnis vom 19. Oktober 1865) die ledige Magdalina Mog aus Freiburg. Dem Bräutigam wurde attestiert, dass er in seinem Fache große Kenntnisse zu Tag gelegt hat, ganz gut prädiziert ist und 300 fl Vermögen besitzt. Seine Verlobte hatte ein Vermögen von 3000 fl und noch weiteres zu hoffen. Luz und seine Braut Magdalina Mog wurden in das Schelklinger Bürgerrecht aufgenommen und die Eltern der Braut stimmten der Übersiedlung des Ehepaars nach Schelklingen zu, was aber in der Folge nicht geschah. Magdalina Mog verstarb 1879. Die Ehe soll unglücklich gewesen sein und blieb kinderlos. Erst zehn Jahre später 1889 heiratete er zum zweiten Mal (43-jährig) Karoline Meixel aus Bühl. In dieser Ehe wurde mindestens eine Tochter geboren, welche das Erwachsenenalter erreichte.
Luz lebte in Freiburg im Breisgau bis zu seinem Tod am 2. Mai 1898.

## Werke
Luz wurde aufgrund seiner Altarbilder für badische, württembergische und hohenzollerische Kirchen bekannt. Neben der Kirchenmalerei widmete er sich der Historien-, Porträt- und Landschaftsmalerei und Naturstudien.
Neben religiösen Bildern für Kirchen, Waisenhäuser und Friedhöfe sind bisher über sechzig weitere Werke von ihm nachgewiesen. Die Mehrzahl seiner Werke beherbergt heute das Augustinermuseum in Freiburg im Breisgau. Ein weiterer Teil seiner Arbeiten befindet sich in Privatbesitz.
Luz arbeitete zudem als Restaurator. 1893 restaurierte er den Totentanz von Simon Göser in der St. Michaelskapelle auf dem Alten Friedhof in Freiburg.

### Werkliste
Die bei Dieffenbacher (1910 Anm. 24) genannten Werke entstammen einem Verzeichnis der Witwe Sebastian Luz’. Die in Zimmermann (2004 S. 217–219 Abb. 693–707) wiedergegebenen Fotos von Bildern sind eine Auswahl aus den Luz’schen Beständen des Augustinermuseums Freiburg. Der Katalog von Radi ist der Umfassendste, was die „mobilen“ Werke betrifft: sie listet insgesamt 67 Arbeiten auf. Die teilweise „immobilen“ Malereien für Kirchen, Waisenhäuser und Friedhöfe werden von Radi nicht erfasst, aber von Dieffenbacher. Alle drei genannten Kataloge geben kein vollständiges Bild des Werks von Sebastian Luz, da eine nicht bekannte Zahl seiner Werke sich weiterhin in Privatbesitz (natürliche Personen und Institutionen wie Museen zusätzlich zum Augustinermuseum Freiburg) befinden.

#### Gemälde
- Bildnis der Karoline Kasper (1750–1860), Superiorin des Ursulinenklosters in Freiburg im Breisgau, Öl 1855–60 (Foto des Bilds in Zimmermann 2004 S. 217 Abb. 697)
- Porträt des († 1865) Domkapitulars von Hirscher zu seinem 70. Geburtstag (dieser war am 22. Januar 1858), 1865 (Dieffenbacher 1910 Anm. 24; Foto des Bilds ebenda S. 35 Abb. 53; weiteres Foto in 2004 S. 217 Abb. 694)
- Italienische Landschaft, Ölgemälde (Luz’ trat seine Italienreise im Febr. 1865 an und kehrte vor 1866 zurück) (Foto des Bilds in Dieffenbacher 1910 S. 38 Abb. 58)
- Italienische Landschaft, Ölgemälde (Luz’ trat seine Italienreise im Febr. 1865 an und kehrte vor 1866 zurück) (Foto des Bilds in Dieffenbacher 1910 S. 39 Abb. 59)
- Ansicht von Schelklingen, "Schelklingen im Sept. 1865", Öl/Leinwand auf Holz aufgezogen, Höhe × Breite: 29 cm × 48 cm.
- Selbstbildnis im Alter von etwa 30 Jahren, undatiert, um 1865/70 (Foto des Bilds in Dieffenbacher 1910 S. 37 Abb. 56)
- Ausschmückung der Kirche in Lörrach, 1868 (Dieffenbacher 1910 Anm. 24)
- Ein Bild Bonifazius, 1870, Lörrach (Dieffenbacher 1910 Anm. 24)
- Ein Christus am Muttergottesaltar im Freiburger Münster, 1870 (Dieffenbacher 1910 Anm. 24)
- Zwei Wandbilder über den Seitenaltären für die Wallfahrtskirche Mater Dolorosa in Rippoldsau, die Schlüsselübergabe und den zwölfjährigen Jesus im Tempel darstellend, 1870 gemalt für 1700 Gulden (Dieffenbacher 1910 Anm. 24; Sauer 1933, S. 417)
- Zwei Bilder in der alten Totenhalle des neuen Friedhofs in Freiburg im Breisgau, 1872 (Dieffenbacher 1910 Anm. 24)
- Herz Jesu und Herz Mariens in die Kapelle des Vizentiushauses in Freiburg im Breisgau, 1874 (Dieffenbacher 1910 Anm. 24)
- Zwei Altarbilder für die 1840 erbaute Pfarrkirche „Sankt Fridolin“ in Reiselfingen, heute Stadtteil von Löffingen, 1875 (Dieffenbacher 1910 Anm. 24). Den Entwurf eines der beiden Altarbilder besitzt die Museumsgesellschaft Schelklingen, die Heilige Familie darstellend und 1874 datiert.
- Illustriertes Diplom für General von Werder, Ehrenbürgerrecht vom Gemeinderat Freiburg i.Br., 1876 (Dieffenbacher 1910 Anm. 24)
- „Blick unterhalb Feldbergsee ins Bärental“, Öl 1878 (Foto des Bilds in Zimmermann 2004 S. 217 Abb. 693)
- Ein Herz Jesu nach Villingen, 1878 (Dieffenbacher 1910 Anm. 24)
- Ein Herz Jesu ins Freiburger Münster, 1880 (Dieffenbacher 1910 Anm. 24)
- Herz Jesu und Herz Mariens ins Waisenhaus in Freiburg i.Br., 1880 (Dieffenbacher 1910 Anm. 24)
- Ein Herz Jesu nach Wolfach, Waisenhaus, 1880 (Dieffenbacher 1910 Anm. 24)
- Geburt Christi und Tod Josephs; drei weitere Gemälde, 1882 (Dieffenbacher 1910 Anm. 24)
- Ein Herz Jesu nach Merzhausen, 1882 (Dieffenbacher 1910 Anm. 24)
- Ein Herz Jesu nach Klosterwald, 1883 (Dieffenbacher 1910 Anm. 24)
- Heiliger Martin, die vier Kirchenlehrer, Herz Jesu und Maria für die Kirche in Lellwangen, 1883 (Dieffenbacher 1910 Anm. 24; Sauer 1933 S. 648)
- Zwei Altarbilder nach Pforzheim, 1885 (Dieffenbacher 1910 Anm. 24)
- Tanne auf dem Feldberg, Öl 1885 (Foto des Bilds in Zimmermann 2004 S. 217 Abb. 695)
- Tannenstudie, Öl 1885 (Foto des Bilds in Zimmermann 2004 S. 217 Abb. 696)
- Wurzelgeflecht zweier Baumstümpfe, Öl 1885 (Foto des Bilds in Zimmermann 2004 S. 218 Abb. 701)
- Baumwurzeln und gebrochener Stamm, Öl 1885 (Foto des Bilds in Zimmermann 2004 S. 218 Abb. 702)
- Ein Porträt des verstorbenen Domkapitulars Marmon in Freiburg im Breisgau, 1886 (Dieffenbacher 1910 Anm. 24)
- Ein Entwurf zur Wanddekoration des Kornhauses, die Minne- und Meistersinger Freiburgs und des Breisgaues, 1886 (Dieffenbacher 1910 Anm. 24)
- Altargemälde für die Kirche in Todtnau, 1887, vier Evangelisten, 12 Brustbilder verschiedener Heiligen, vier symbolische Dekorationen (Dieffenbacher 1910 Anm. 24; Sauer 1933 S. 648)
- Zwei Bilder nach Eschbach, 1887 (Dieffenbacher 1910 Anm. 24)
- Ein Christus für die Kapelle des Feldbergerhofes, 1889 (Dieffenbacher 1910 Anm. 24; Sauer 1933 S. 648)
- Zwölf Hebelbilder auf dem Feldberg, 1889 (Dieffenbacher 1910 Anm. 24)
- Blick auf Freiburg, Öl 1890 (Foto des Bilds in Zimmermann 2004 S. 219 Abb. 707)
- Einen Ehrenbürgerbrief für General von Glümer für die Stadt Freiburg im Breisgau, 1892 (Dieffenbacher 1910 Anm. 24)
- Bildnis der Stifterin Mutter, Öl 1897 (Foto des Bilds in Zimmermann 2004 S. 218 Abb. 704)
- Allegorie „Weisheit“, Öl 1897 (Foto des Bilds in Zimmermann 2004 S. 219 Abb. 705)
- Altarbild der Margareta Alacoque in der Blumeneckkapelle, vor 1933 ersetzt durch den Heinstettener Altar (Sauer 1933 S. 648)
- Christi Geburt und Himmelfahrt und St. Martin in Sipplingen (Sauer 1933 S. 648)
- Mariä Himmelfahrt, Geburt Christi, Tod Josephs und die Ölbergszene für die Kirche in Reiselfingen (Sauer 1933 S. 648)
- Gemälde in der Kirche St. Kilian in Massenbachhausen von 1872

#### Restaurierungen
- Ein Altarbild im Freiburger Münster von Holbein, 1866 (Dieffenbacher 1910 Anm. 24)
- Ein altdeutsches Altarbild im Taufchörle im Freiburger Münster, 1867 (Dieffenbacher 1910 Anm. 24)
- Das Freskogemälde am nördlichen Seitenportal im Freiburger Münster, 1867 (Dieffenbacher 1910 Anm. 24)
- Zwei Altarbilder in Riegel, 1882 (Dieffenbacher 1910 Anm. 24)
- Ein altes Bild in der St. Martinskirche in Freiburg im Breisgau, Auferstehung Christi, 1886 (Dieffenbacher 1910 Anm. 24)
- Sämtliche Altar- und Deckengemälde in der Stadtkirche St. Margarethen von Waldkirch, 1892 (Dieffenbacher 1910 Anm. 24; Sauer 1933 S. 648)
- Den Totentanz in der Vorhalle der alten Friedhofskapelle St.-Michael in Freiburg im Breisgau, 1893 (Dieffenbacher 1910 Anm. 24)
- Die Decken- und Wandgemälde der alten Friedhofskapelle St.-Michael in Freiburg im Breisgau, 1894 (Dieffenbacher 1910 Anm. 24)

#### Die zwölf Hebelbilder von Sebastian Luz im Feldberger Hof
Luz hielt sich regelmäßig den Sommer über im Feldberger Hof auf. Die Eigentümer des Hofs gewannen Luz, zur Ehre von Johann Peter Hebel eine neu einzurichtende Hebelstube mit volkstümlichen Schwarzwaldbildern auszuschmücken. Luz entwarf hierzu 1889 die unten aufgelisteten zwölf Bilder, welche er teils selbst ausführte und teils vom Freiburger Dekorationsmaler Weber malen ließ.
- 1. Ne Trunk in Ehre, wer will’s verwehre! (Dieffenbacher 1910 Anm. 24)
- 2. Ne Chuß in Ehre, wer will’s verwehre! (Dieffenbacher 1910 Anm. 24)
- 3. Hans und Vreneli: Es gfallt mer nummen eini, und selli gfallt mer gwiß (Dieffenbacher 1910 Anm. 24)
- 4. Hans und Vreneli: En arme Kerli bin i, arm bin i, sell isch wohr (Dieffenbacher 1910 Anm. 24)
- 5. Sag’, weisch denn selber au, du liebi Seel, was ’s Wienachtschindli isch usw. (Dieffenbacher 1910 Anm. 24)
- 6. Woni lueg, se sitzt e Chnab mit goldne Fegge usw. (Dieffenbacher 1910 Anm. 24)
- 7. Denn so bald de chast uf eigene Füeßlene furtcho usw. (Dieffenbacher 1910 Anm. 24)
- 8. Lueg Müetterli, was isch im Mo? (Dieffenbacher 1910 Anm. 24)
- 9. Lueg, Chind, d’r Storch isch wieder do (Dieffenbacher 1910 Anm. 24)
- 10. D’r Fliß bringt heimlige Sege (Dieffenbacher 1910 Anm. 24)
- 11. He, ißisch nüt, du grobe Burscht (Dieffenbacher 1910 Anm. 24)
- 12. Me mueß vor fremde Lüte fründli si. (Dieffenbacher 1910 Anm. 24)

#### Studien
- Studie zu einer Kreuzabnahme, Kohlenzeichnung, undartiert (Foto des Bilds in Dieffenbacher 1910 S. 36 Abb. 55)
- Neapolitaner, Aquarellstudie (auf der Italienreise 1865) (Foto des Bilds in Dieffenbacher 1910 S. 37 Abb. 57)
- „Die Wiese“, Kohlenzeichnung zu dem Wandbild in der Hebelstube auf dem Feldberg, undartiert, nach 1866 (Foto des Bilds in Dieffenbacher 1910 S. 40 Abb. 61)
- Schwarzwaldlandschaft, Ölgemälde, undartiert (Foto des Bilds in Dieffenbacher 1910 S. 41 Abb. 62)
- „Lueg Chind, der Storch isch wieder do“, Kohlenzeichnung zu dem Wandbild Nr. 9 in der Hebelstube auf dem Feldberg, undatiert, 1889 (Foto des Bilds in Dieffenbacher 1910 S. 42 Abb. 63)
- „Hans“, Kohlenzeichnung zu dem Wandbild Nr. 4 in der Hebelstube auf dem Feldberg, undatiert, 1889 (Foto des Bilds in Dieffenbacher 1910 S. 42 Abb. 64)
- „Der Mann im Mond“, Kohlenzeichnung zu dem Wandbild Nr. 8 in der Hebelstube auf dem Feldberg, undatiert, 1889 (Foto des Bilds in Dieffenbacher 1910 S. 43 Abb. 65)
- „Vreneli“, Kohlenzeichnung zu dem Wandbild Nr. 3 in der Hebelstube auf dem Feldberg, undatiert, 1889 (Foto des Bilds in Dieffenbacher 1910 S. 43 Abb. 66)
- Viele Studien befinden sich im Besitz der Museumsgesellschaft Schelklingen

#### Undatierte Werke
- Schlafendes Mädchen, Öl undatiert (Foto des Bilds in Zimmermann 2004 S. 217 Abb. 698)
- „Haus im Bärental“, Öl undatiert (Foto des Bilds in Zimmermann 2004 S. 218 Abb. 699)
- Schwarzwaldtannen, Öl undatiert (Foto des Bilds in Zimmermann 2004 S. 218 Abb. 700)
- Felsen, Öl undatiert (Foto des Bilds in Zimmermann 2004 Zimmermann 2004 S. 218 Abb. 703)
- Blick vom Feldberg auf den Fürsatz, Öl undatiert (Foto des Bilds in Zimmermann 2004 S. 219 Abb. 706)

## Einordnung
Während Luz in seiner kirchlichen Malerei vornehmlich Nazarener war, war er in seinen Porträts, Skizzen und Landschaftsdarstellungen überwiegend Naturalist. Seine Bleistiftzeichnungen widmen sich ländlichen Motiven; hierbei interessierten ihn besonders eigenartig gewachsene Schwarzwaldtannen. Darüber hinaus war er vor allem als Porträtmaler tätig.

„Wie im religiösen Ausdruck, so bleiben auch in der Farbe diese Werke stark an der Oberfläche bei aller Korrektheit in Zeichnung und Komposition. Viel ursprünglicher und freier ist der Künstler im Genre und in seinen Schwarzwaldschilderungen.“